# Radcliffe (Wielki Manchester)
Radcliffe – miasto w Anglii, w hrabstwie ceremonialnym Wielki Manchester, w dystrykcie metropolitalnym Bury. Leży 13 km na północny zachód od centrum miasta Manchester. W 2001 miasto liczyło 34 239 mieszkańców.